# Nedumangad
Nedumangad è una suddivisione dell'India, classificata come municipality, di 56.138 abitanti, situata nel distretto di Thiruvananthapuram, nello stato federato del Kerala. In base al numero di abitanti la città rientra nella classe II (da 50.000 a 99.999 persone).

## Geografia fisica
La città è situata a 8° 35' 60 N e 77° 0' 0 E e ha un'altitudine di 67 m s.l.m..

## Società

### Evoluzione demografica
Al censimento del 2001 la popolazione di Nedumangad assommava a 56.138 persone, delle quali 27.246 maschi e 28.892 femmine. I bambini di età inferiore o uguale ai sei anni assommavano a 6.205, dei quali 3.166 maschi e 3.039 femmine. Infine, coloro che erano in grado di saper almeno leggere e scrivere erano 44.767, dei quali 22.571 maschi e 22.196 femmine.